# شورای توسعه شرق آسیا

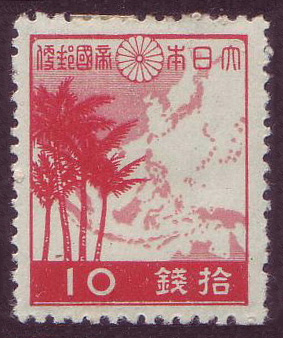
10 sen تمبر پستی ژاپنی که نقشه ای از کره بزرگ شکوفایی آسیای شرقی بزرگ را نشان می‌دهد

شورای توسعه شرق آسیا (انگلیسی: East Asia Development Board) ارگانی بود در سطح هیئت دولت در امپراتوری ژاپن که از ۱۹۳۸ تا ۱۹۴۲ فعالیت داشت. این ارگان توسط فومیمارو کونوئه برای برقراری سیاست، کنترل و اداره جمهوری چین (۱۹۴۹–۱۹۱۲) تأسیس شد. این طرح ابتدا برای پشتیبانی از توسعه صنعتی و تجاری چین و همچنین تقویت لجستیکی از دولت ژاپن در سرزمین‌های اشغالی طراحی شده بود. با این حال، این ارگان به سرعت توسط ارتش امپراتوری ژاپن غصب شد و به ابزاری برای کار اجباری و بردگی در معادن و صنایع جنگ تبدیل شد. در سال ۱۹۴۲ این ارگان در وزارت آسیای شرقی بزرگ دولت ژاپن ادغام شد.